# World Service
World Service é o sexto álbum de estúdio da banda Delirious?, lançado a 15 de Dezembro de 2003.
O disco atingiu o nº 20 do Top Christian Albums e o nº 26 Top Heatseekers.

## Faixas
Todas as faixas por Stuart Garrard e Martin Smith.
1. "Grace Like A River" – 4:06
2. "Rain Down" – 4:51
3. "God In Heaven" – 4:28
4. "Majesty (Here I Am)" – 5:31
5. "Inside Outside" – 5:41
6. "Free" (Smith, Garrard, Jonathan Thatcher) – 3:59
7. "Everyone Knows" – 4:30
8. "With You" – 4:36
9. "Mountains High" (Smith) – 3:55
10. "I Was Blind" – 5:52
11. "Feel It Coming On" – 5:10
12. "Every Little Thing" – 4:34

## Créditos
- Stuart Garrard - Guitarra, vocal
- Tim Jupp - Piano, teclados, órgão
- Steve Morris - Violino
- Martin Smith - Guitarra, vocal
- Stewart Smith - Percussão, bateria
- Jon Thatcher - Baixo, sintetizador